# Erik Pontoppidan den yngre
Erik Pontoppidan, född 24 augusti 1698 i Århus, död 20 december 1764, var en dansk teolog, historiker, författare och ornitolog.
Pontoppidan, som var son till stiftsprosten Ludvig Pontoppidan, blev 1721 lärare hos hertigen av Plön, som 1723 utsåg honom till slottspräst på Nordborg. Därefter blev han hovprost i Köpenhamn 1735, teologie professor 1738, biskop i Bergen 1745 och prokansler för Köpenhamns universitet 1755.

## Författarskap
Pontoppidan var en mycket flitig författare, i synnerhet i historia och teologi. Han var anhängare till pietismen och motståndare till allt religiöst tvång. År 1737 skrev han sin Forklaring over Luthers katekismus, som i de danska skolorna var i bruk till 1794 och i Norge ända in på 1900-talet. Han utgav också en ny psalmbok (1740), som användes under lång tid. Han författade även den märkliga romanen Menoza, en asiatisk prinds, som rejste om og søgte christne som fick stor spridning (1742–1743, ny upplaga 1860) och översattes till holländska, tyska, franska och svenska (1771–1773 och 1860–1861).
Av hans historiska skrifter kan nämnas Marmora danica, en samling inskrifter i Danmark (två band, 1739–1741), Gesta et vestigia danorum extra Daniam (tre band, 1740–1741), Annales ecclesiæ danicæ (fyra band, 1741–1752), en dansk kyrkohistoria på tyska, som framkallade en tvist med Jakob Langebek, Origines havnienses (1760) och Den danske atlas, en historisk-topografisk beskrivning över Danmark (sju band, 1763–1781, de fem sista utgivna av Hofman). År 1745 skrev Pontoppidan en avhandling om Det danske sprogs skjæbne i Sønderjylland, första försöket att hävda modersmålets rätt, och han hade redan 1740 i Schaubühne Dänemarks framhållit Nordens tre språk som dialekter av ett enda. Som biskop samlade Pontoppidan ett Glossarium norvagicum (1749) och skrev även ett Forsøg til Norges naturlige historie (1752–1754).
Många av Pontoppidans smärre skrifter översattes till svenska, till exempel Sanning till gudaktighet, uti en enfaldig och grundlig förklaring öfver dr Lutheri Lilla katekes (1764; åttonde upplagan 1861) och hans Herrliga tros-spegel (1766; åttonde upplagan 1874).

## Ornitologen
Som ornitolog anammade han mycket tidigt Linnés idé om en systematik baserad på en binärnomenklatur. I ett appendix till Danske Atlas beskrev och namngav han många av Nordens vanligare fågelarter på detta sätt för första gången, som exempelvis gråtrut, silvertärna, sillgrissla, smålom, myrsnäppa, spovsnäppa, jorduggla och fjällvråk.